# ミシュラン

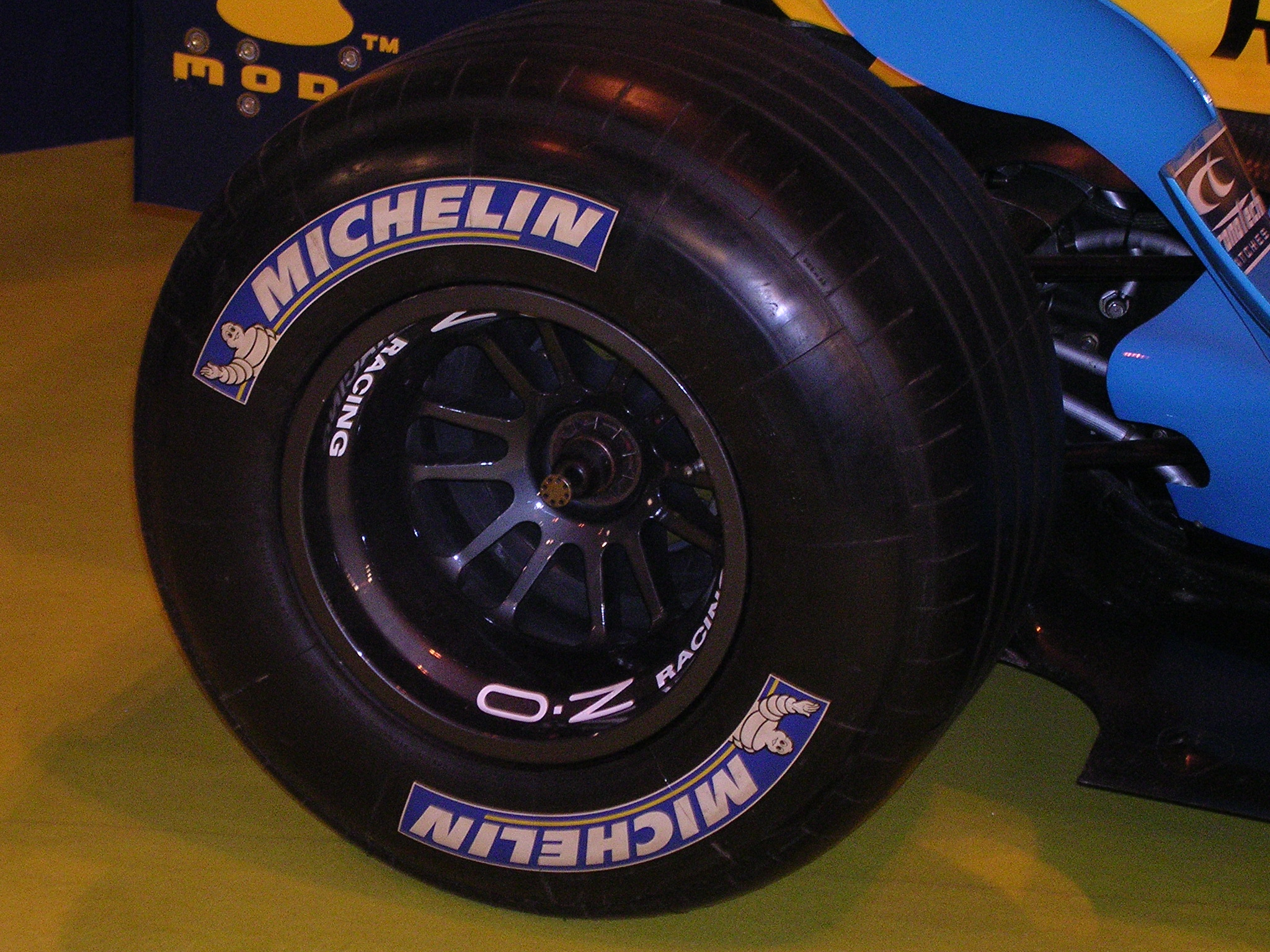
F1のミシュランタイヤ

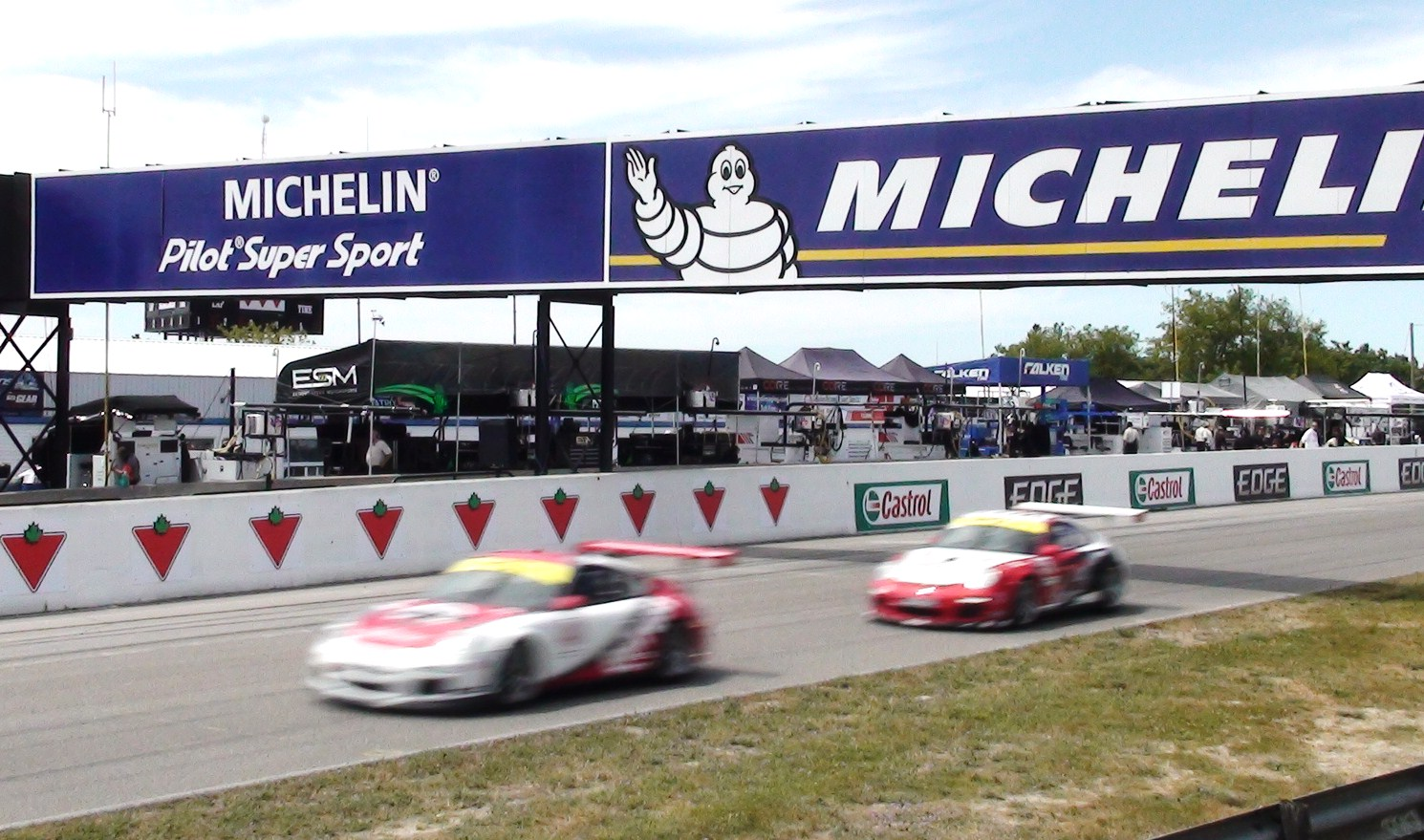
サーキット広告

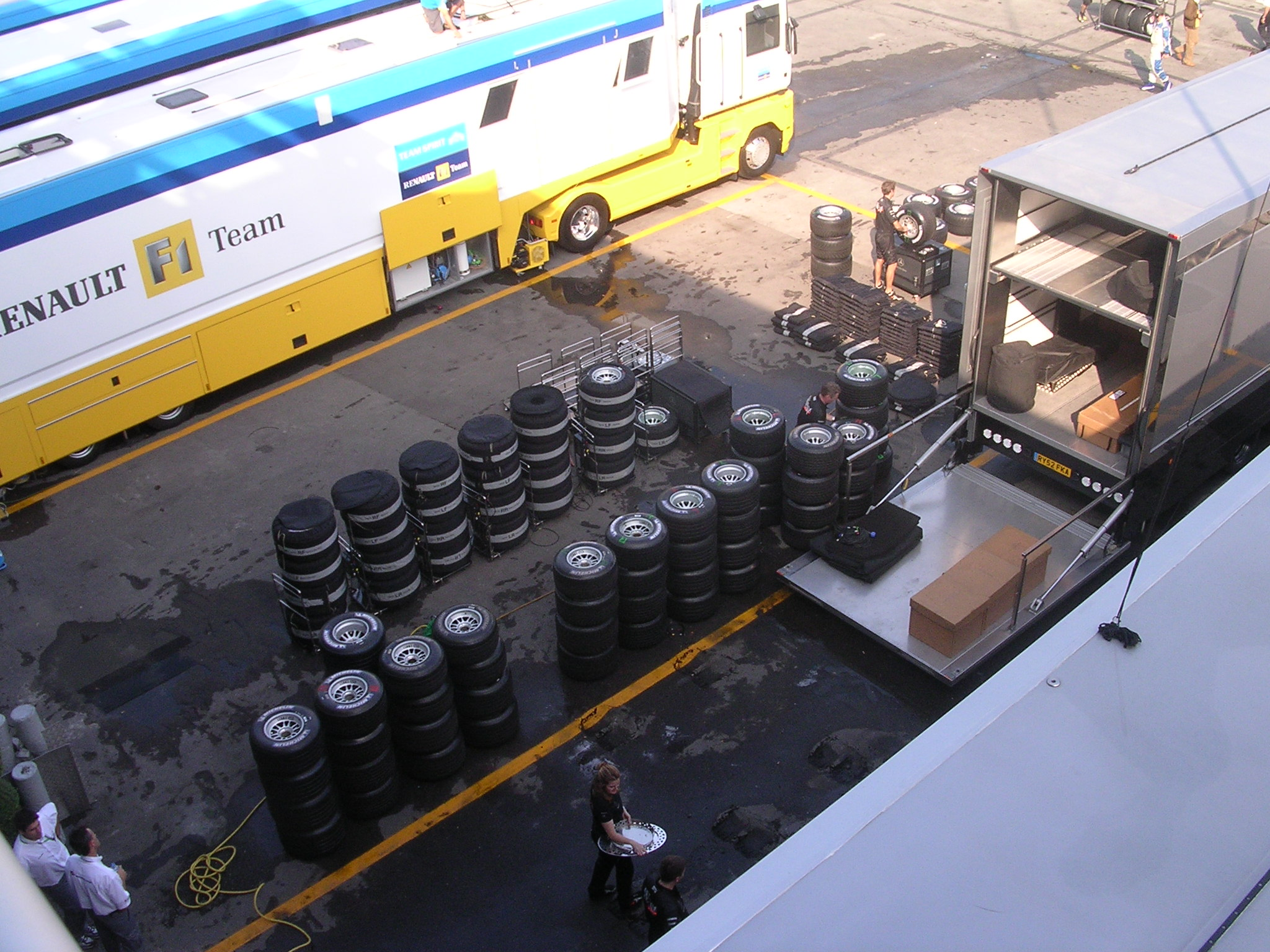
かつてはF1のタイヤサプライヤーであり、2004年イタリアGPにてトランスポーターからレースに使用するタイヤを降ろす様子。

ミシュラン（Michelin、フランス語発音: [miʃlɛ̃]、正式名称: Compagnie Générale des Établissements Michelin SCA）は、フランスの多国籍タイヤ製造企業。世界で初めてラジアルタイヤを製品化した実績を持つ。

## 概説
同社の商業ブランドとしては、Michelinブランドだけでなく、ヨーロッパではクレベールやストミール・オルスチン、アメリカではBFグッドリッチやユニロイヤルの他、さらにタイガー・タイヤ、ライケン（Riken）、コルモランなど数十のブランドを所有したり、傘下に収めており、各営業地域において最適なブランドを選定、展開する「マルチブランド戦略」を推し進めている。（日本では、「Michelin Tire ミシュランタイヤ」だけでなく、たとえば繊維業者とも手を組み、白洋舍とホテルなどに向けた「Michelin」、カフェなどをターゲットにした「BIBENDUM」でサービスユニフォームも展開している。）
ミシュラン社はまた、『レッドガイドブック』（あるいは「ミシュランガイド」）という、覆面調査での「三つ星」評価付きの、（当時として）非常に画期的なドライブ・ガイドブック（旅行ガイドブック、レストラン・ガイドブック）を発行したことや、それが現在にいたるまでガイドブックのひとつの頂点として存在し、人々によって支持され、改訂・発行されつづけていることでも世界的に知られている。
グループの主要な構成は、株式合資会社であるコンパニー・ジェネラル・デ・ゼタブリスマン・ミシュラン（Compagnie générale des établissements Michelin 、CGEM）が、金融とフランス国外の製造・取引・調査を担当するスイスのコンパニー・フィナンシエール・ミシュラン（Compagnie financière Michelin 、CFM）に100%出資し、CGEMとCFMが、フランス国内の製造・取引を担当するマニュファクチュール・フランセーズ・デ・プヌマティーク・ミシュラン（Manufacture française des pneumatiques Michelin）を、それぞれ40%と60%出資するという形をとっている。

## 世界最大級のタイヤ会社
ミシュランの起源は、1863年に設立されたBarbier, Daubrée et Cieという株式合資会社である。アンドレ・ミシュランとエドゥアール・ミシュランのミシュラン兄弟の名前を冠したMichelin et Cieとの名称は1889年に採用されたものである。1890年代前期、発明されたばかりの自動車用に耐える空気入りタイヤの実用化に取り組んで成功をおさめ、1949年からは世界初の市販ラジアルタイヤ「ミシュランX」を市販した歴史を持つ、世界のタイヤ業界における老舗である。
日本を含め世界中幅広い国や地域で自動車、トラック・バス、建設機械・農業機械、オートバイ、飛行機、などのタイヤを製造・販売し、WRCなどのモータースポーツ用タイヤとしても大きなシェアを持つ。スペースシャトルやコンコルドのタイヤにもミシュランのものが使われている。世界最高峰の自動車レース、ル・マン24時間レースに参戦しているアウディも、ミシュランを使っている。
かつて、自社の製品への自負のあまり「自動車はタイヤの一部品に過ぎない」とまで豪語し、インディゲートが発生するなど様々な経緯があったF1グランプリへのタイヤの提供に関しては、2008年からのワンメイク化を受けて2006年シーズン限り（ワンメイク化より1年前倒し）で撤退。MotoGPについても同様の理由で2008年シーズン限りで撤退したが2016年にワンメイクの形で復帰する。

大手自動車タイヤメーカーとしてはめずらしく自転車用タイヤも生産する（他にはコンチネンタルがある）。100%チューブラータイヤだったロードレース用タイヤのかなりの部分をクリンチャータイヤに代えたのはミシュランの開発によるものである。
1934年には経営難に陥った当時フランス最大手自動車メーカーのシトロエンを救済のため傘下に入れ、以後1970年代にやはりフランスの大手自動車メーカー・プジョーに経営を譲渡するまで、実質的な親会社であった。

## 製造拠点について
お膝元のフランスのほかスペイン、アメリカ合衆国、中国、日本など世界各地に製造拠点（合弁企業などの形態も含む）を有する。
2007年以降は各国の生産体制の合理化を進めている。具体的には中国遼寧省瀋陽市の工場を拡張し年間生産能力を120億本と世界最高規模にするほか、アメリカでの生産能力を向上させ日本工場で生産していたアメリカ向けタイヤの生産を取りやめる方針などが示されている。

## 日本ミシュランタイヤ及び取扱タイヤ製品について

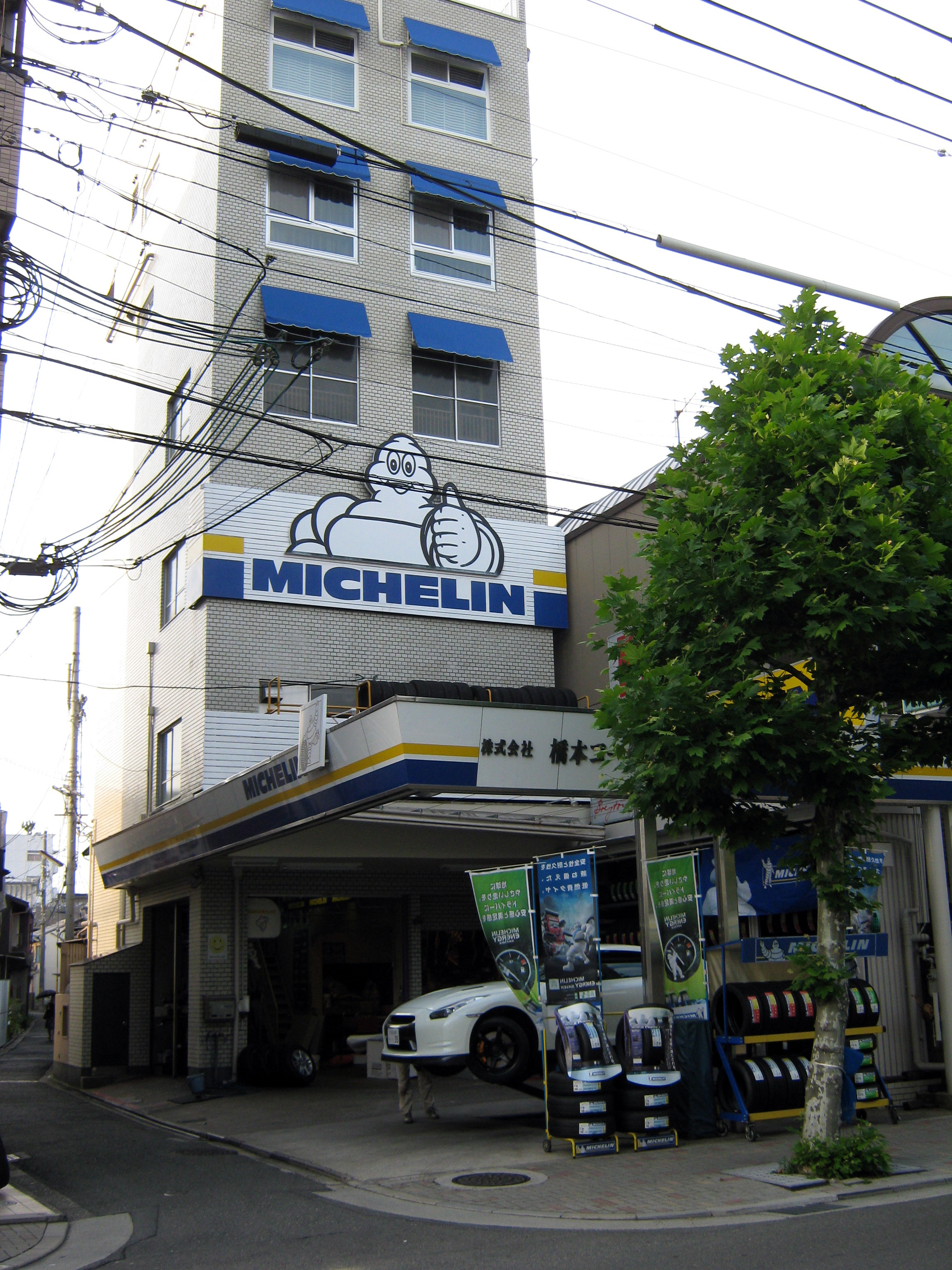
ミシュランタイヤの販売店、京都市左京区

昭和初期には輸入品として「ミセリン」の名で販売されていた時期もあったが、ミシュランの日本での本格的なタイヤ販売事業は1964年に始まる。当初は自動車用タイヤの販売はなく、東京モノレールの車両用のみだった。翌1965年から三井物産が日本代理店となって自動車用タイヤの販売を本格的に開始し 1975年に日本ミシュランタイヤ株式会社（NMT）が設立された。群馬県太田市に旧岡本理研ゴム（オカモト）から引き継いだ事業所を持つ（2010年にタイヤ生産を停止したが、研究等は継続）。ミシュラン太田サイトは、欧州、米国、日本と世界に3か所ある研究開発センターのひとつで、2023年8月に本社機能を東京から移転した。

### 乗用車用タイヤ

#### スポーツ タイプ （パイロット・シリーズ）
- Pilot Sport Cup 2
- Pilot Super Sport
- Pilot Sport 2
- Pilot Sport 3
- Pilot sport 4
- Pilot sport 4 S
- Pilot sport 5

#### ラグジュアリー タイプ （プライマシー・シリーズ）
- Primacy 4+
- Primacy 4
- Primacy 3
- Primacy HP
- Primacy LC

#### スタンダード タイプ （エナジー・シリーズ）
- ENERGY SAVER +
- ENERGY SAVER
- ENERGY XM1

#### SUV用 （ラティチュード・シリーズ）
- LATITUDE Sport 3
- LATITUDE Tour HP
- LATITUDE cross

#### バン・ライトトラック用
- AGILIS

#### スタッドレスタイヤ
- X-ICE SNOW
- X-ICE XI3
- X-ICE 3+
- Latitude X-ICE XI2(SUV用）
- AGILIS X-ICE

### 二輪車用タイヤ

#### オンロード ラジアル
- POWER ONE
- POWER PURE
- Pilot Power 2CT
- Pilot Power
- Pilot Road3
- Pilot Road2
- Pilot Road
- Pilot Sport
- Pilot Sport HPX
- POWER ONE COMPETITION
- Power Race
- Road Competition
- Super Motard

#### オンロード バイアス
- Pilot Activ
- Macadam 50E/50
- Pilot GT
- Commander
- Pilot Street
- Pilot Sporty
- M35/M45

#### オフロード タイプ
- ANAKEE3
- ANAKEE2
- Anakee
- Pilot Road (For Big Trail Bike)
- Sirac
- T63
- Cross AC10
- Starcross MH3
- Starcross MS3/MS2
- Starcross Sand4/HP4
- Enduro Competition
- TRIAL COMPETITION LIGHT
- Trial Competition
- CROSS COMPETITION M12XC/S12XC

### その他（スクーター用など）
- Pilot Sport SC
- Gold Standard
- Pilot City
- Bopper
- S1
- SM100/VM100S
- Reggae
- S83

### 自転車用タイヤ

#### 自転車ロードレース用タイヤ
- POWER COMPETITION
- POWER ENDURANCE
- POWER ALL SEASON
- SERVICE COURSE - プロ供給用チューブラー
- PRO 4
- PRO 3
- KRYLION 2
- LITHION 2
- LITHION 3
- Dynamic Sports
- Dynamic Classic

#### MTB用タイヤ
- COUNTRY
- XC AT
- WILD

シティ用タイヤ
- PROTEK Urban
- PROTEK
- PROTEK MAX
- PROTEK CROSS
- PROTEK CROSS MAX
- STARGRIP
- ENERGY

## モータースポーツ
2024年現在、WEC・ダカール・ラリー・IMSA・MotoGP・SUPER GTと、世界で最もモータースポーツに関わっているタイヤメーカーと言っても過言ではない。
WECのLMP1クラスでは、溝無しでありながらインターミディエイトとしての排水性を持つタイヤを開発し、関係者たちを驚かせた。また2015年の大雨のプチ・ルマンでは、最上位クラスのPクラスがワンメイクで開発競争が無かったこともあり、ミシュランタイヤを履くGTLMクラスのポルシェが1-2フィニッシュを果たす珍事を起こした。
かつてはF1世界選手権にも参戦し幾度もタイトルを獲得しているが、2005年アメリカグランプリで「インディゲート」を引き起こしたことでワンメイク化導入の原因を作り、2006年にF1から撤退した。

## ビバンダム（ミシュランマン）について

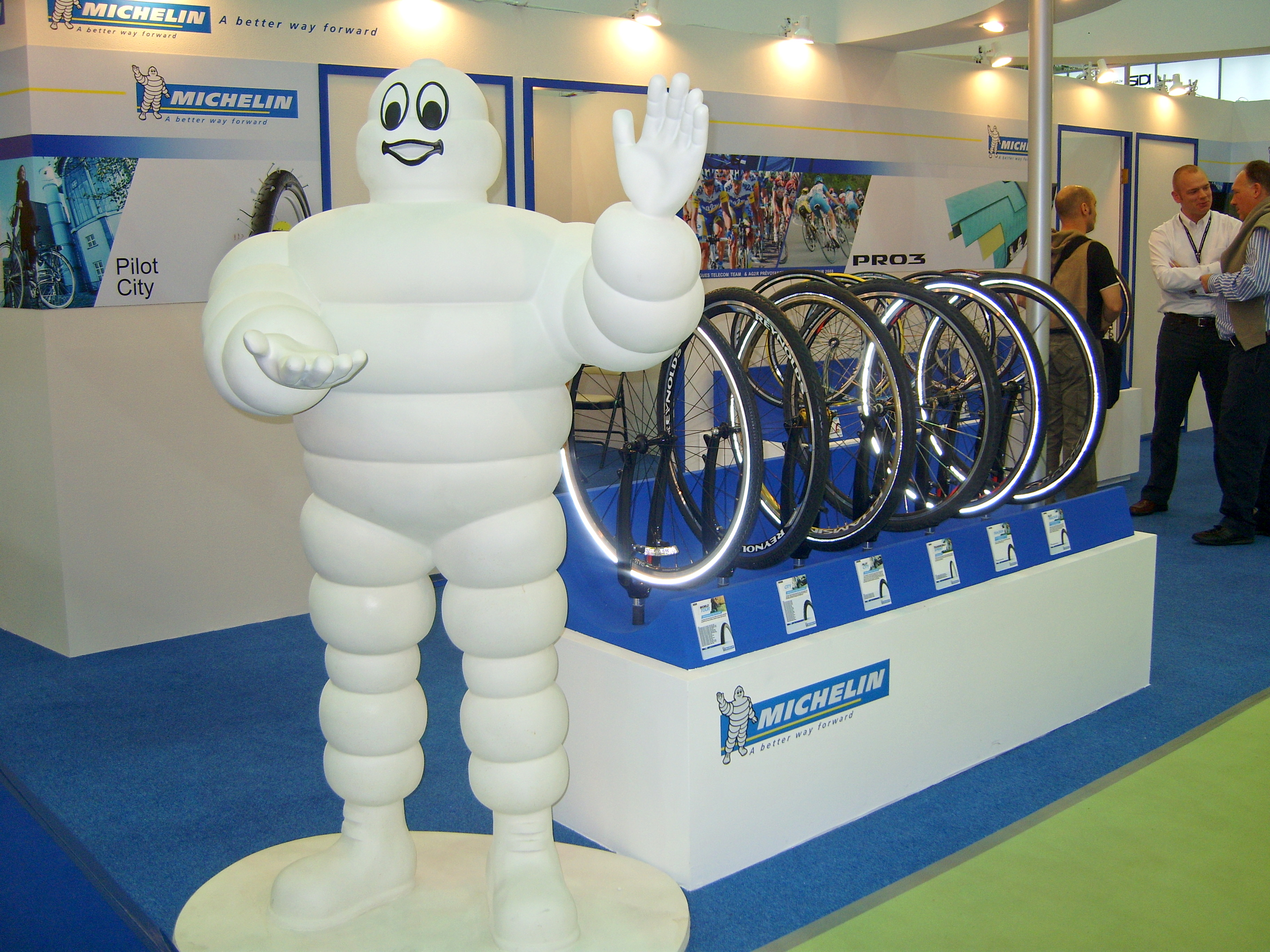
現在のビバンダム

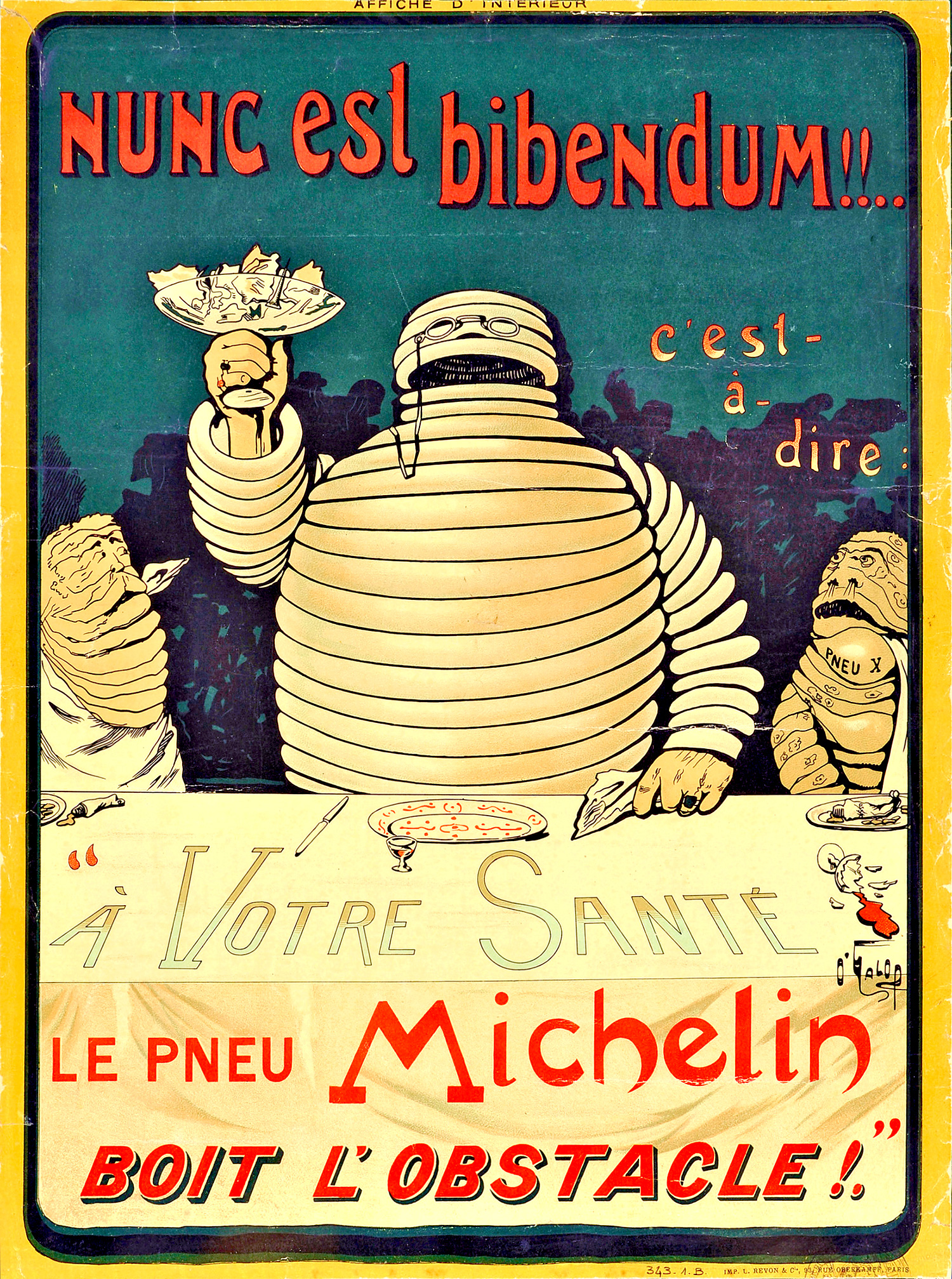
登場当時のビバンダム

マスコットのビバンダム（Bibendum）は世界で最も古いトレードマークの一つとして有名である。通称「ビブ」。ムッシュ・ビバンダムともいう。日本語サイトでは「ミシュランマン」とも。お化けのような格好は実は彼自身がタイヤでできているためであり、昔は車のタイヤがパンクした現場で身の一部を供しているという、イラストが使われた広告もあった。彼の体の「タイヤ」の幅も昔に比べ広くなっているのは、時代とともにタイヤの幅が広くなったことに由来するとされる。また昔はモンスターのような恐ろしい外見だったが時代とともに変化し、最近は愛嬌のあるデザインになっている。
ビバンダムの姿は高く積まれたタイヤをモチーフとしている。1864年にミシュラン兄弟の「これに手足を付けたらタイヤ人間になるだろう」というユーモアから生まれたが、当時は名前がなかった。1898年にNunc est bibendum（ヌンク・エスト・ビベンドゥム、ラテン語で「いざ飲まん」の意）というキャッチコピーが入った広告に描かれ、数か月後にティエリーというレーシングドライバーがアンドレ・ミシュランを見かけた際に「おや？ビバンダムじゃないか」と声をかけたことが、このキャラクターの名前の由来となった。
このポスターの構図は、もとはビール醸造所の看板のために考えられたものであった。惹句はホラティウスの『詩集』から取られたもので、ここでは乾杯の文句として用いられている。グラスに注がれたガラス片や釘を見てもわかるように、障害物を「呑み込む」つまりパンクに強いタイヤということをうたったものである。
彼の体の色が白い理由について、ミシュランの公式サイトには「当時高級品であったタイヤは一つ一つ白い布や紙で包まれていたからだと言われています」との記載がある。また、BFグッドリッチのタイヤ製造部門が1912年にカーボンブラックを補強材としてタイヤに使用するまでは、生ゴムの色や補強剤や増量剤として使用されていた塩基性炭酸マグネシウムや炭酸カルシウムの色によるものである白色や飴色が多かった。前述の身の一部を供している広告でもパンクした車のタイヤを含め白いことが確認できる。
ビバンダムの容姿から名前が付けられた「ミシュランタイヤ症候群」という疾患が存在する。常染色体優性遺伝の疾患で腕や体などの皮膚にリング状の溝ができ、折り目が付いてしまうのが特徴である。

## ミシュランガイドについて

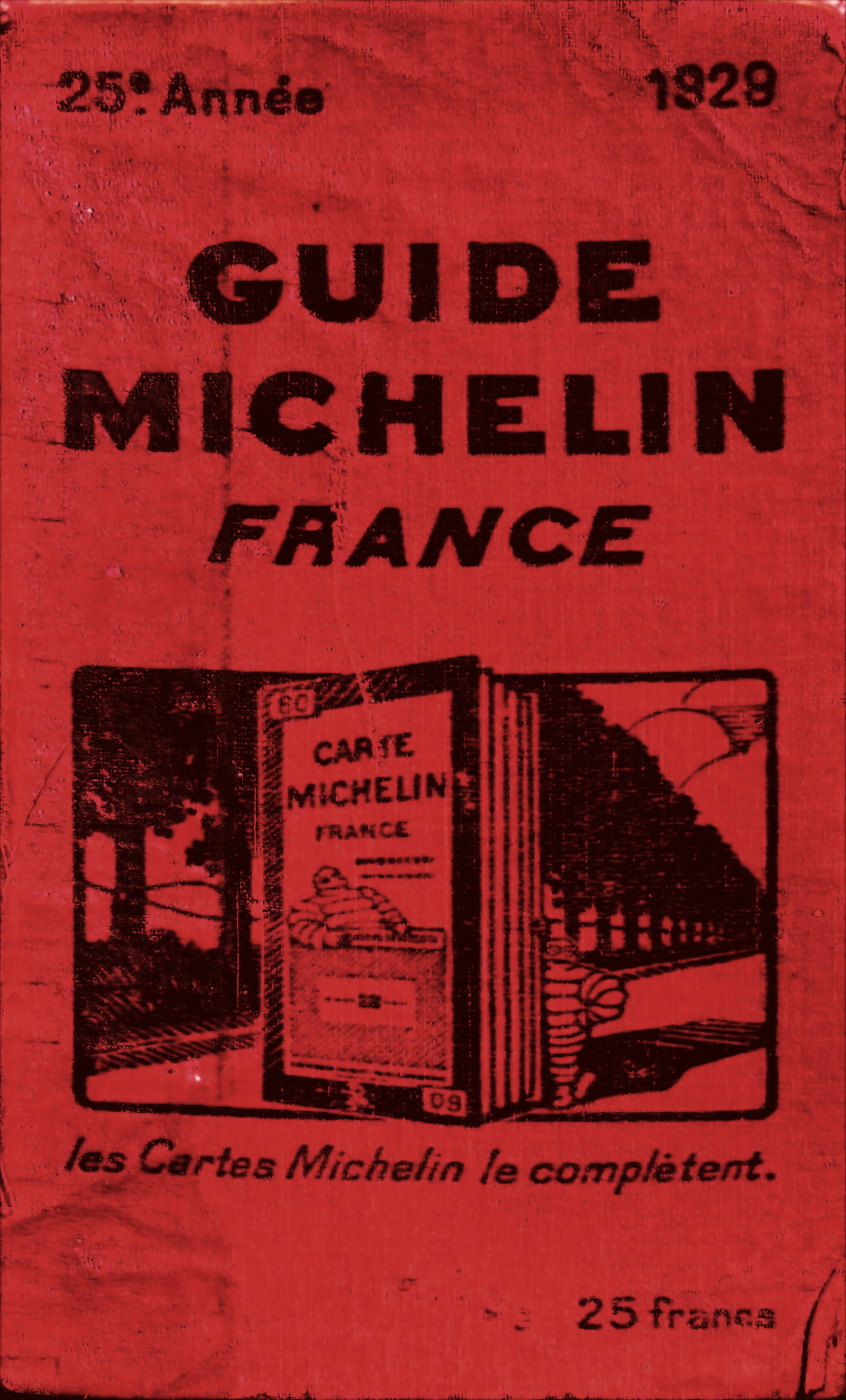
「ミシュランガイド（1929年版）」

創設者のミシュラン兄弟がいち早くモータリーゼーションの時代が到来することを確信し、同社の製品の宣伝をかねて自動車旅行者に有益な情報を提供するためのガイドブックとして、1900年に3万5,000部を無料で配布したのがミシュランガイドの始まりである。二度の大戦中を除いて毎年更新し、1920年からは有料となった。
現在ではヨーロッパを中心に多種の地図やガイドブックを出版しており、年間およそ100万部におよぶ。レッドガイド（英：red guide、仏：le guide rouge）と呼ばれるホテル・レストランガイドがつとに有名である。2005年11月4日にはヨーロッパ圏外版では初のニューヨーク版を発売。2007年11月22日にはアジア初となる東京版（2008）が発売された。これにより、日本は22か国目の対象国となった。ほかに、グリーンガイド（英：green guide、仏：le guide vert）と呼ばれる観光ガイドがよく知られている。1991年に、実業之日本社から日本語版が刊行されはじめたが、のち休刊。
レッドガイドは、施設や営業時間、予算などに加え、独自の調査を行って快適性や料理などにマークを付して掲載する。なかでも0から3つの「*（アスタリスク）」で示される「星」、あるいは「マカロン」と呼ばれる料理の格付けは、影響力の大きなものとなっている。この格付けは、料理のみを対象とし、覆面調査員による匿名調査、身分を明かしての訪問調査など、世界共通のメソッドによる調査・判定基準で付与すると発表されている。
また、「ミシュラン」は商号の略称・通称であり、「ミシュラン」および「グリーンガイド」は世界各国の登録商標でもある。たとえばガイドブックに「○○ミシュラン」と称することなどは、審判または裁判で一般名詞化が認定されない限り商標の冒用行為にあたり、不正競争・知的財産保護の観点からも慎まなければならない行為である。NHK のニュースや番組では公共放送の性質上、商号および商品名を宣伝しないよう「伝統あるフランスの（フランスの伝統ある）レストランガイド」などと表現される（例外で、一部番組では番組の性格上「ミシュラン」が用いられることもある。例えば、東京版が出版される際のニュースではミシュランが積極的に使われていた）。

## マネージング・パートナーの水死について
2006年5月26日に1999年からコンパニー・ジェネラル・デ・ゼタブリスマン・ミシュラン（CGEM）の共同マネージング・パートナー（共同取締役 (Gérant)）の1人であったエドゥアール・ミシュランがフランス北西部のブルターニュ半島沖で釣りボートで航行中に遭難し水死体で発見された。マネージング・パートナーであるミシェル・ロリエが単独のマネージング・パートナーとなったが、2007年5月11日からは、ミシェル・ロリエをマネージング・ジェネラル・パートナー（取締役兼無限責任社員）、ディディエ・ミラトンおよびジャン＝ドミニク・スナールをマネージング・パートナー（無限責任社員ではない取締役）とする3人の共同マネージング・パートナー体制となっている。